# NSU 6/30 HP
La 6/30 PS è un'autovettura di fascia media prodotta nel 1928 dalla Casa automobilistica tedesca NSU.

## Storia e profilo
La 6/30 PS nacque in un periodo finanziariamente difficile per la NSU: in realtà, a partire dalla fine della prima guerra mondiale, si mise in moto un concatenarsi ed un succedersi di eventi tale per cui la Casa di Neckarsulm non si sarebbe mai più ripresa completamente, neppure dopo la fine della Seconda Guerra Mondiale, quando piano piano un po' tutta l'Europa occidentale stava progressivamente rimettendosi in piedi.
L'unico campo in cui il settore automobilistico della NSU stava ancora conquistando risultati degni di nota fu quello dell'automobilismo sportivo. A metà degli anni '20 del secolo scorso, infatti, la NSU 6/60 PS con motore sovralimentato stava raccogliendo ottimi successi in alcune gare in Germania. Per quanto riguardava la produzione di serie, invece, una delle maggiori difficoltà incontrate dalla NSU fu quella di non riuscire ad essere concorrenziale a causa dell'impossibilità, sempre per ragione economiche, di installare una catena di montaggio nella fabbrica di Heilbronn, dove la produzione automobilistica aveva luogo. E così, neppure i modelli economici, ossia la 5/15 PS e la 5/25 PS riuscirono a penetrare in maniera incisiva nel mercato e a portare delle vere boccate d'aria alla NSU.
Per questo motivo, pensando ad un modello erede della 5/25 PS, si cercò di sfruttare l'onda lunga del successo della 6/60 PS in campo sportivo. Da essa venne estrapolato un motore dotato della medesima architettura, ma privo di sovralimentazione, con cilindrata leggermente aumentata e rivisitazione generale in maniera tale da renderlo più fruibile nei percorsi cittadini. Il risultato fu appunto la 6/30 PS.

### Caratteristiche
La 6/30 PS nasceva su di un telaio a longheroni e traverse in acciaio, con interasse di 2,815 metri. La meccanica telaistica prevedeva sospensioni ad assale rigido con molle a balestra sia davanti che dietro, mentre l'impianto frenante prevedeva quattro tamburi con comando meccanico a cavo. La vera "chicca" della 6/30 PS fu però il motore, direttamente derivato da quello della 6/60 PS così gloriosa nelle competizioni. Di tale motore venne innanzitutto conservata l'architettura generale a 6 cilindri in linea, ma la cilindrata, originariamente di 1,5 litri, venne aumentata grazie soprattutto all'allungamento della corsa, passata da 90 a 99 mm. Anche l'alesaggio, comunque, venne leggermente rivisto al rialzo (da 59,1 a 60,8 mm). Così, la cilindrata risultante fu di 1567 cm³, un valore comunque basso in rapporto al frazionamento del motore. Per questo motivo, la 6/30 PS fu la vettura tedesca dotata del più piccolo 6 cilindri prodotto fino a quel momento. Il sensibile allungamento della corsa fu dovuto all'esigenza di privilegiare l'erogazione di coppia motrice rispetto alla potenza pura, fattore invece determinante nel motore della 6/60 PS. E proprio la possibilità di avere una buona erogazione a bassi regimi diede la possibilità di rinunciare al compressore volumetrico Roots, anch'esso utilizzato nel modello da gara. Tale dispositivo, infatti, rischiava di risultare un oggetto misterioso agli occhi dei potenziali clienti, senza contare il fatto che avrebbe finito con il sottrarre potenza all'albero a gomiti andando così a pregiudicare i consumi di carburante. Il motore della 6/30 PS era inoltre caratterizzato dalla distribuzione a valvole laterali ed erogava una potenza massima di 30 CV a 3000 giri/min, quanto bastava per spingere la vettura ad una velocità massima di 85 km/h. La trasmissione avveniva come di consueto mediante un albero a cardano che portava la coppia motrice sulle ruote posteriori. Il cambio era del tipo manuale a 3 marce.

### Carriera commerciale
I primi esemplari di 6/30 PS vennero consegnati ai punti vendita NSU in Germania già nel dicembre 1927, ma la presentazione al pubblico si ebbe nel febbraio dell'anno seguente al Salone di Amsterdam. Tra l'altro, mentre era in atto il progetto volto alla realizzazione della 6/30 PS, nello stabilimento di Heilbronn venne impiantata una sorta di catena di montaggio allo scopo di contenere i prezzi per la nuova vettura. Non si trattava di una vera e propria catena di montaggio in senso stretto, ma gli sforzi di mantenere il prezzo di vendita più o meno in linea con la concorrenza diedero qualche risultato, anche se rispetto alla principale rivale, la Stoewer F6, la 6/30 PS di Heilbronn costava comunque un po' di più. Ma chi andava a comprare la nuova nata di Casa NSU avrebbe potuto godere della sensazione di esclusività data dal piccolo motore a 6 cilindri, un tipo di frazionamento fino a quel momento riservato a vettura di ben altro lignaggio.
Ciononostante, la 6/30 PS non riscosse un buon successo di vendite: ciò fu dovuto al verificarsi di alcune noie di funzionamento che ne rovinarono in brevissimo tempo la reputazione di esclusività. La Casa corse ai ripari e durante l'estate la vettura fu impiegata in alcune competizioni per dimostrarne l'avvenuto intervento da parte del costruttore, sia per rimarcarne il suo DNA derivato dalle gare. Ma ormai il danno d'immagine era evidente e prima della fine del 1928 la vettura fu tolta di produzione.